# Vuelta a Burgos 1999
La Vuelta a Burgos 1999, ventunesima edizione della corsa, si svolse dal 16 al 20 agosto 1999 su un percorso di 687 km ripartiti in 5 tappe, con partenza da Milagros e arrivo a Burgos. Fu vinta dallo spagnolo Abraham Olano della ONCE-Deutsche Bank davanti all'italiano Dario Frigo e allo svizzero Laurent Dufaux.

## Tappe
| Tappa  | Data      | Percorso                                       | km  | Vincitore di tappa             | Leader cl. generale |
| ------ | --------- | ---------------------------------------------- | --- | ------------------------------ | ------------------- |
| 1ª     | 16 agosto | Milagros > Aranda de Duero (cron. individuale) | 9,8 | Abraham Olano                  | Abraham Olano       |
| 2ª     | 17 agosto | Burgos > Medina de Pomar                       | 168 | Miguel Ángel Martín Perdiguero | Abraham Olano       |
| 3ª     | 18 agosto | Briviesca > Miranda de Ebro                    | 182 | Sergej Smetanin                | Abraham Olano       |
| 4ª     | 19 agosto | Roa de Duero > Lagunas de Neila                | 167 | Leonardo Piepoli               | Abraham Olano       |
| 5ª     | 20 agosto | Belorado > Burgos                              | 160 | Marcel Wüst                    | Abraham Olano       |
| Totale | Totale    | Totale                                         | 687 |                                |                     |

## Dettagli delle tappe

### 1ª tappa
- 16 agosto: Milagros > Aranda de Duero (cron. individuale) – 9,8 km

| Pos. | Corridore      | Squadra           | Tempo  |
| ---- | -------------- | ----------------- | ------ |
| 1    | Abraham Olano  | ONCE              | 10'36" |
| 2    | Ángel Casero   | Vitalicio Seguros | a 17"  |
| 3    | Rik Verbrugghe | Lotto             | a 19"  |

| Pos. | Corridore      | Squadra           | Tempo  |
| ---- | -------------- | ----------------- | ------ |
| 1    | Abraham Olano  | ONCE              | 10'36" |
| 2    | Ángel Casero   | Vitalicio Seguros | a 17"  |
| 3    | Rik Verbrugghe | Lotto             | a 19"  |

### 2ª tappa
- 17 agosto: Burgos > Medina de Pomar – 168 km

| Pos. | Corridore                      | Squadra  | Tempo    |
| ---- | ------------------------------ | -------- | -------- |
| 1    | Miguel Ángel Martín Perdiguero | ONCE     | 3h59'53" |
| 2    | Markus Zberg                   | Rabobank | s.t.     |
| 3    | Mario Traversoni               | Saeco    | s.t.     |

| Pos. | Corridore      | Squadra           | Tempo    |
| ---- | -------------- | ----------------- | -------- |
| 1    | Abraham Olano  | ONCE              | 4h10'29" |
| 2    | Ángel Casero   | Vitalicio Seguros | a 17"    |
| 3    | Rik Verbrugghe | Lotto             | a 19"    |

### 3ª tappa
- 18 agosto: Briviesca > Miranda de Ebro – 182 km

| Pos. | Corridore       | Squadra           | Tempo    |
| ---- | --------------- | ----------------- | -------- |
| 1    | Sergej Smetanin | Vitalicio Seguros | 4h23'28" |
| 2    | Laurent Dufaux  | Saeco             | a 2"     |
| 3    | Abraham Olano   | ONCE              | s.t.     |

| Pos. | Corridore      | Squadra | Tempo    |
| ---- | -------------- | ------- | -------- |
| 1    | Abraham Olano  | ONCE    | 8h33'59" |
| 2    | Dario Frigo    | Saeco   | a 23"    |
| 3    | Laurent Dufaux | Saeco   | a 25"    |

### 4ª tappa
- 19 agosto: Roa de Duero > Lagunas de Neila – 167 km

| Pos. | Corridore          | Squadra | Tempo    |
| ---- | ------------------ | ------- | -------- |
| 1    | Leonardo Piepoli   | Banesto | 4h10'10" |
| 2    | José María Jiménez | Banesto | a 27"    |
| 3    | Dario Frigo        | Saeco   | a 37"    |

| Pos. | Corridore      | Squadra | Tempo     |
| ---- | -------------- | ------- | --------- |
| 1    | Abraham Olano  | ONCE    | 12h45'00" |
| 2    | Dario Frigo    | Saeco   | a 9"      |
| 3    | Laurent Dufaux | Saeco   | a 26"     |

### 5ª tappa
- 20 agosto: Belorado > Burgos – 160 km

| Pos. | Corridore       | Squadra       | Tempo    |
| ---- | --------------- | ------------- | -------- |
| 1    | Marcel Wüst     | Festina-Lotus | 3h44'37" |
| 2    | Glenn Magnusson | US Postal     | s.t.     |
| 3    | Daniele Galli   | Amica Chips   | s.t.     |

| Pos. | Corridore      | Squadra | Tempo     |
| ---- | -------------- | ------- | --------- |
| 1    | Abraham Olano  | ONCE    | 16h29'37" |
| 2    | Dario Frigo    | Saeco   | a 9"      |
| 3    | Laurent Dufaux | Saeco   | a 25"     |

## Classifiche finali

### Classifica generale
| Pos. | Corridore                 | Squadra                          | Tempo     |
| ---- | ------------------------- | -------------------------------- | --------- |
| 1    | Abraham Olano             | ONCE-Deutsche Bank               | 16h29'37" |
| 2    | Dario Frigo               | Saeco                            | a 9"      |
| 3    | Laurent Dufaux            | Saeco                            | a 25"     |
| 4    | Leonardo Piepoli          | Banesto                          | a 33"     |
| 5    | David Plaza Romero        | Sport Lisboa Benfica-Winterthur  | a 34"     |
| 6    | Igor González de Galdeano | Vitalicio Seguros-Grupo Generali | a 43"     |
| 7    | Aitor Osa                 | Banesto                          | a 1'00"   |
| 8    | José María Jiménez        | Banesto                          | a 1'04"   |
| 9    | Haimar Zubeldia           | Euskaltel-Euskadi                | a 1'06"   |
| 10   | Manuel Beltrán            | Banesto                          | a 1'14"   |